# تيم كروغر
مارسيل بون (25 يناير 1981 - 1 مارس 2025)، المعروف مهنيّاً باسم تيم كروغر، كان ممثل أفلام إباحية ألمانيّاً ومنتجًا ومخرجًا.
دخل عالم الأفلام الإباحيّة عام 2006 وعام 2009 شارك في تأسيس موقع (تيم تيلز) الخاصّ بالأفلام الإباحيّة التي تعني مثليّي الجنس إنّما بطريقة ارتجاليّة وظلّ يُنتج أفلامه ويُشارك فيها حتّى وافته المنيّة.

## بداية حياته ومساره المهنيّ
وُلد تيم كروغر باسم مارسيل بون في 25 يناير 1981، في دوسلدورف، ألمانيا. درس إدارة الأعمال.
عمل تيم كروغر في متجر خاصّ بالمواد والمعدّات الإباحيّة في برلين وهناك بدأ يهتمّ بالمشاركة في الأفلام الإباحيّة.
أخذ يرسل رسائلاً إلكترونيّة مرفوقة بصوره حتّى تلّقى دعوة في ما بعد من أجل دورٍ إباحيّ.
عام 2006، بدأت مسيرته المهنيّة في عالم الأفلام الخاصّة بالرّاشدين وبدأ يظهر في إنتاجات تخصّ عدّة شركات إنتاج... نخصّ بالذّكر (كازو فيلم) و(هوت هاوس) و(راغينغ ستالين ستوديوز).
من الأفلام التي كانت مشاركته فيها بارزة: (بيزا كازون) و(ديسك توبس) و(تيم تولز) و(وود ورك) و(المنزل المثير) و(باك روم) و(الحجم 10) و(النّهاية العميقة).
عام 2009، أشأ تيم كروغر موقعه الإلكترونيّ (تيم تايلز) بالتّعاون مع شريكه (غروبس غرييت) الذي أخذ دور المصوّر وكان يظهر في تلك الأفلام من حين لآخر.
يختصّ الموقع بنشر أفلام إباحيّة خاصّة بالمثليّين من دون تمثيل أدوار ومن دون تصنّع مع التّركيز على الإثنيّة. 
صرح تيم كروغر أنّ محتوى الموقع كان يعتمد على ما يفضّله الممثّلون من دون اعتماد نصّ أو حوار.
واسمرّ بالتّعاون مع شركات إنتاج أخرى أثناء عمله ضمن موقعه. 

## الأفلام

### في التّمثيل
- 2006: مونتسر بانغ، ضاجع ذلك الرّجل[6]
- 2007: أدوات!
- 2007: حشر القبضة من الخلف في القبو
- 2007: ثمانية إنشات ونصف
- 2007: رحلة في بودابست 3
- 2007: جزيرة مان
- 2008:عضو تيم
- 2009: متهور
- 2009: أجهزة سطح المكتب
- 2009: غرفة المعيشة الساخنة، المجلد 10
- 2009: بيتزا كازوني
- 2009: مانيرلاخر
- 2009: الأعمال التجارية الكبرى
- 2010: لو سكوات دي لودوفيك كانوت
- 2012: رحلة مظلمة 2
- 2014: فيكن
- 2016: تدمير شرجي!

### الأفلام التي أخرجها
- 2014: فيكن 1
- 2014: علاقات من دون حماية
- 2015: المزيد من العلاقات غير المحميّة
- 2016: تدمير شرجي!

### الأفلام التي ظهر فيها ضمن موقع (تيم تايلز)
ظهر تيم في أكثر من 300 فيلم على موقعه الإلكترونيّ مع عدّة ممثّلين من جميع أنحاء العالم من أوروبيّين وفرنسيّين وبرازيليّين وأمريكيّين.

#### الأفلام الإباحيّة من دون الواقي الذكريّ (منذ 2019)
الأفلام الجنسيّة الإباحيّة المثليّة من دون الواقي الذكري جزءٌ من الموقع منذ إنشائه عام 2009 إلاّ أنّ تيم كان يرى دائمًا بالواقي الذكريّ.
وعام2019 بمناسبة مرور عشرة أعوام على افتتاحه، كانت مفاجأة تيم كروغر للموقع وروّاده، الظّهور في مقطع من دون الواقي الذكريّ أوّل مرّة، صحبة الممثل الإباحي (جون توماس) في الـ6 من سبتمبر عام 2019 وكان ذلك المقطع بدايةَ ظهور تيم في الأفلام من دون الواقي الذكريّ وهو التحوّل الذي أصبح سمة مميّزة لأعماله اللاحقة في الموقع

## حياته الشخصيّة ووفاته
كان تيم كروغر في علاقة طويلة الأمد مع شريكه (غروبس غرييت) الذي كان يعدّل أفلامه وينتجها.
ويصفه هذا الأخير بأنّه أكثر تحفّظاً في حياته الشخصيّة مقارنة بشخصيته أمام عدسات آلات التّصوير.
وافت المنيّة تيم كروغر في الأوّل من مارس عام 2025 عن عمر يناهز 44 عامًا إثر حادثة في منزله بإسبانيا.
نشر غروبس غرييت خبر وفاة تيم في موقع (تيم تايلز) وعلى صفحة الموقع نفسه في موقع تويتر (الذي أصبح إكس) في بيان صرّح فيه بأنّ تيم توفي في منزله عقب حادثة بسيطة جدّاً وأكّد أنّ الوفاة لم تكن مريبة ولم تتضمّن تعاطي المخدّرات ولم تكن إنتحاراً.

## موقع (تيم تايلز) بعد وفاة تيم
في 7 مارس 2025 أي بعد أسبوع من وفاة تيم، نشر شريكه في الحياة والعمل (غروبس غريت) بياناً يشكر فيه الداعمين
مؤكّداً التزام فريق (تيم تيلز) بالحفاظ على إرث تيم ورؤيته من خلال الاستمرار في نشر فيلم جديد كلّ أسبوع.
وأكّد أيضاً أهميّة دعم المشتركين لضمان استمرار الموقع.

## الروابط الخارجية
- تيم كروغر في قاعدة بيانات الأفلام على الإنترنت